# Tuvspindling
Tuvspindling (Cortinarius turmalis) är en svampart som först beskrevs av Elias Fries, och fick sitt nu gällande namn av Elias Fries 1838. Tuvspindling ingår i släktet Cortinarius och familjen spindlingar.  Arten är reproducerande i Sverige. Inga underarter finns listade i Catalogue of Life.